# Albert Rubenson
Albert Rubenson, född den 20 december 1826 i Stockholm, död den 2 mars 1901 i Jakob och Johannes församling, var en svensk tonsättare och musiker.
Släkten Rubenson kommer ursprungligen från Polen. Ruben Wolff invandrade i början av 1790-talet till Sverige och dog i Stockholm 1828. Då var han rabbin vid mosaiska församlingen i Stockholm. Efter denne tog sig barnen namnet Rubenson.

## Biografi
Albert Rubenson var son till Wolff Rubenson och Jenny Levin. Han visade tidigt musikaliska anlag och undervisades i violin av den kände Peter Elvers i Hovkapellet. Han fortsatte studierna i Leipzig 1844–1848 med harmoni och kontrapunkt för Moritz Hauptmann, komposition för Niels W. Gade och violin för Ferdinand David. Rubenson spelade violin i Gewandhausorkestern och teaterorkestern i Leipzig under en tid och hade både Mendelssohn och Gade som dirigenter. Han följde sedan Gade till Köpenhamn för att fortsätta sina kompositionsstudier, och fick plats i Köpenhamns musikförenings orkester. 
Vid återkomsten till Stockholm fortsatte han som altviolinist i Hovkapellet 1850–1851, men började också att komponera och skriva musikrecensioner för musiktidskriften Ny tidning för musik (utgiven 1853–1857). Ivrigt verkade han där för Robert Schumanns stil, och samarbetade här med Ludvig Norman och Frans Hedberg, bland annat i tidskriften Tidning för teater och musik (utgiven 1859). Verk som han skrivit under denna tid var en symfoni i C-Dur och operetten En natt bland fjällen, som uppfördes på Kungliga Operan 1858.
Rubenson gjorde talrika resor till olika länder, men återvände till Stockholm definitivt 1872. Därnäst fick han tjänst på Musikaliska Akademiens konservatorium som inspektor (från 1880 med titeln direktör), en post Rubenson innehade till sin död.
Rubenson kom till Sverige från Leipzig fylld av idéer och ungdomlig entusiasm, men blev med åren alltmer konservativ, fast noggrann och punktlig i sin roll som chef, "i allt regelbunden som ett urverk". Hans verk är fullt spelbara och väntar fortfarande på att bli upptäckta. Musiken är friskt framåtriktad, fritt uppfinningsrik i Gades och Schumanns efterföljd, full av överraskningar och oväntade vändningar. Trots att Rubenson har den tyska skolan att tacka för hantverket, som flera andra svenska tonsättare hade under denna tid, färgar han gärna sina verk med svenska folkvisestämningar i intressant orkestrering.
Flera av verken finns inspelade på CD.

## Kuriosa
Albert Rubenson var morbror till förläggaren Karl Otto Bonnier (1856–1941) och kusin till professorn och meteorologen Robert Rubenson (1829–1902). Sentida släktingarna Erik och Olga Rubenson gjorde donationer till Stockholms Konsertförening för att lägre bemedlade skulle ha råd att gå på konsert med nordisk konstmusik.

## Verk i urval

### Scenmusik
- En natt mellan fjällen, operett (1858) text efter Jens Christian Hostrup
- Halte Hulda, (1865) skådespelsmusik till Bjørnstjerne Bjørnsons pjäs

### Orkester
- Symfoni i C-Dur  (1847, omarbetad 1851)
- Svit C-dur (1850-1851)
- Sorgespels-ouvertyre (1858), uvertyr
- Julius Caesar (1859), uvertyr efter Shakespeare
- Symfoniskt intermezzo, 3 satser (1860)
- Drapa, uvertyr (1866)
- 3 symfoniska stycken Trois Pièces Symphoniques (1871)
- Festmarsch (1878), till invigningen av Musikaliska Akademiens nya byggnad

### Kammarmusik
- Stråkkvartett F-dur (omkring 1850)

### Sånger
Ett flertal sånghäften tryckta, bland annat till texter av 
Heinrich Heine (1858), Robert Burns och Björnstjerne Björnson